# Teodozijeva dinastija
Teodozijevu dinastiju  je osnovao od car Teodozije I. Veliki. Ženidbom s Galom, kćeri cara  Valentinijana I. postao je car.
Dinastija vlada od 379. od Teodozija I. Velikog, ali samo na istoku, a od 394. Teodozije I. Veliki postaje samovladar. Nakon podjele carstva 395. dinastija vlada do 457., (smrt Marcijana koji je član dinastije postao ženidbom). Placidija, kćer Valentinijana III. su udala za budućeg cara Zapadnog Rimskog Carstva Olibrija.

## Carevi Teodozijeve dinastije
- Teodozije I. Veliki, (379–395)
- Honorije, na zapadu (395–423)
- Valentinijan III., na zapadu (425–455)
- Arkadije, na istoku (395–408)
- Teodozije II., na istoku (408–450)
- Marcijan, na istoku (450–457)